# 雅基體育場
雅基體育場是位於墨西哥奧夫雷貢城的體育場。它主要用於舉辦棒球比賽，並作為奧布雷岡亞基人的主場。體育場可容納16,000人。體育館於2014年開工建設，2016年開館。